# هارولد هيوم
هارولد هيوم (بالإنجليزية: Harold Hume)‏ هو  وأستاذ جامعي وعالم نبات أمريكي وكندي، ولد في 10 يونيو 1875 في روسيل في كندا، وتوفي في 10 أكتوبر 1965.